# ییرژی سوخی
ییرژی سوخی (انگلیسی: Jiří Suchý؛ ۱ اکتبر ۱۹۳۱ – ) بازیگر سینما، نویسنده و بازیگر صحنه اهل کشور جمهوری چک است. او همچنین موسیقی می‌نویسد. در حال حاضر او مالک تئاتر Semafor در پراگ است که سالها در آنجا اجرا داشته‌است و در سال ۱۹۵۹ به تأسیس آن کمک کرد.
از فیلم‌ها یا برنامه‌های تلویزیونی که وی در آن نقش داشته‌است می‌توان به اگر یک‌هزار کلارینت اشاره کرد.
وی همچنین برندهٔ جوایزی همچون دکترای افتخاری شده‌است.